# پیتر پلت
پیتر پلت (انگلیسی: Peter Platt; ۲۳ ژانویهٔ ۱۸۸۳ – 1921) بازیکن فوتبال اهل بریتانیا بود.
از باشگاه‌هایی که در آن بازی کرده‌است می‌توان به باشگاه فوتبال بلکبرن روورز، باشگاه فوتبال لوتون تاون، و باشگاه فوتبال لیورپول اشاره کرد.